# Plenerowe Muzeum Czarnego Dębu (Krzyżanowice)
Plenerowe Muzeum Czarnego Dębu (česky Venkovní muzeum černého dubu) je muzeum, které se nachází na ulici Główna v obci Krzyżanovice v gmině Krzyżanovice v okrese Ratiboř ve Slezském vojvodství, poblíž česko-polské státní hranice v Polsku a představuje především mladé fosilie kmenů dubů.

## Další informace
Plenerowe Muzeum Czarnego Dębu představuje unikátní černé kmeny dubů (nejčastěji dubu letního Quercus robur L.). Ty byly zasypané v zemi nebo pod vodou několik set až několik tisíc let, a po jejich vykopání jsou využívány k vědeckým, popularizačním, vzdělávacím a turistickým účelům. Černé zbarvení tedy vzniklo přírodním procesem počáteční fosilizace vlivem iontů železa. Černé duby, jejichž vznik souvisí s povodňovou činností blízké řeky Odry v této oblasti, patří k „perlám historie“ gminy Krzyżanovice. Na místě se nachází informační tabule, dva kmeny černých dubů (umístěné na podstavci a zpevněné obručí) a hodiny umístěné na sloupu. Místo je celoročně a celodenně volně přístupné.

## Galerie

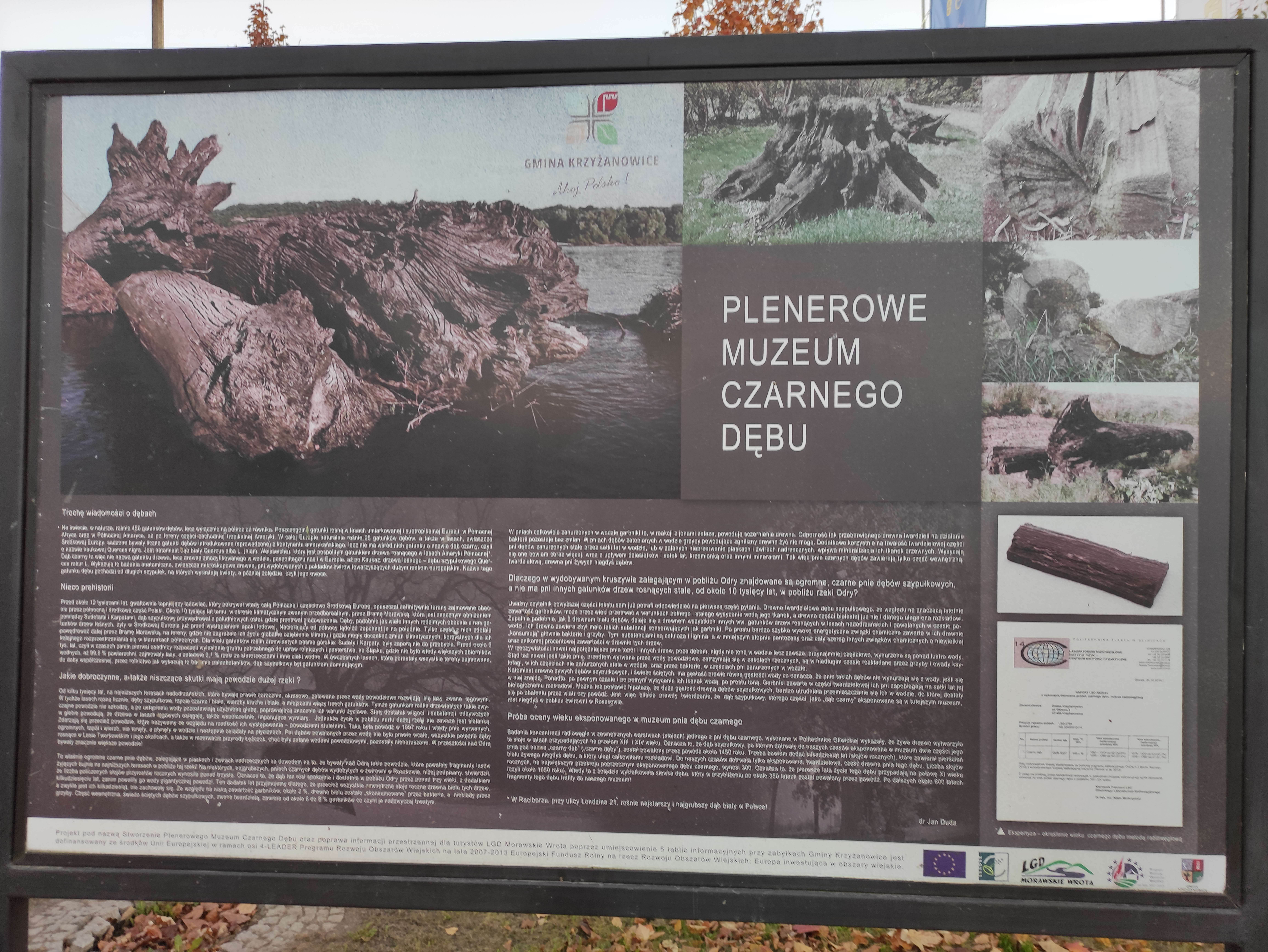
informační tabule na místě
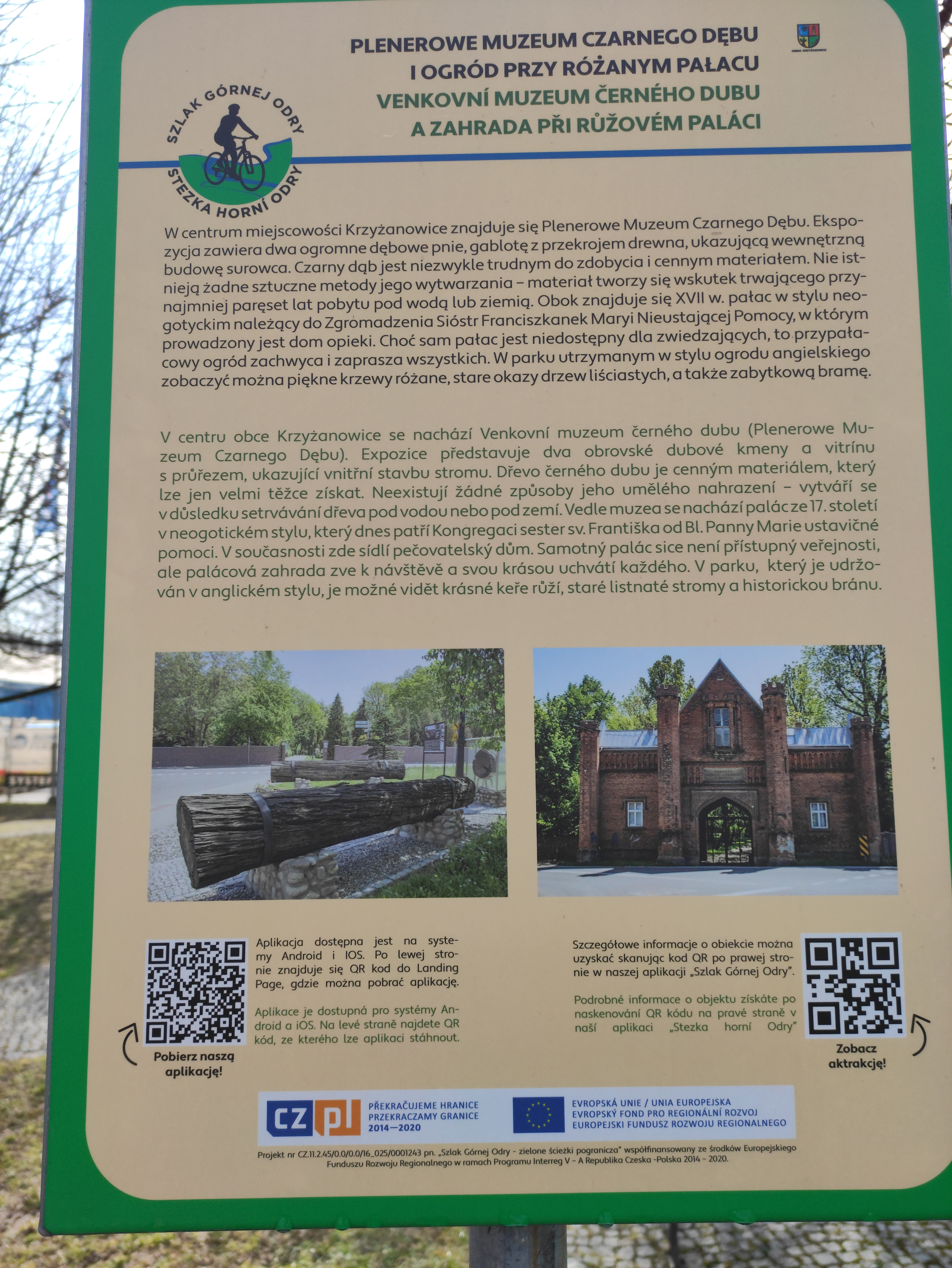